# إيلي دوني
إيلي دوني (بالإنجليزية: Elissa Downie) هي لاعبة جمباز فني بريطانية، ولدت في 20 يوليو 1999 في نوتنغهام في المملكة المتحدة.

## وصلات خارجية
- إيلي دوني على موقع الاتحاد الدولي للجمباز (licence) (الإنجليزية)
- إيلي دوني على موقع الاتحاد الدولي للجمباز (biography) (الإنجليزية)
- إيلي دوني على موقع اللجنة الأولمبية الدولية (الإنجليزية)
- إيلي دوني على موقع أوليمبيديا (الإنجليزية)
- إيلي دوني على موقع اللجنة الأولمبية البريطانية (الإنجليزية)